# Guild Wars: Eye of the North
Guild Wars Eye of the North is de eerste uitbreiding van Guild Wars (niet te verwarren met hoofdstukken). Om Eye of the North te kunnen spelen zal een van de eerste hoofdstukken (Guild Wars Prophecies, Guild Wars Factions en Guild Wars Nightfall) in bezit moeten zijn. Guild Wars: Eye of the North verscheen op 31 augustus 2007.

## Toevoegingen
In de Hall of Monuments wordt alles wat de speler heeft bereikt opgeslagen. Deze kunnen dan worden geërfd door personages in Guild Wars 2.
Het verhaal speelt zich af in het verre noorden van de 'Shiverpeaks', een berggroep die al eerder bestond in hoofdstuk een van Guild Wars, Prophecies, waar een ondergrondse strijd zal moeten worden bevochten met een onbekend kwaad dat de bergen doet splijten en spleten breekt in de aardkorst.
De 'Stone Summit Dwarves', de 'Dredges', de 'Deldrimor Dwarves' en de 'Charr' zijn enkele bekende namen die in deze toevoeging zeker terug gaan komen, maar het dominerende kwaad dat in het hart van de bergen uitbreekt zijn de monsters met de onheilspellende naam 'Destroyers'.
De personages die in dit deel erbij worden gehaald zijn reeds bekend in de Guild Warswereld. De nieuwe personages hebben de volgende namen:
- Asura, kleine gnoom-achtige wezens die goed met technologie, magie en machines overweg kunnen.
- Norn, een soort van Reuzen die vergelijkbaar zijn met Vikingen, maar met de macht om in beren kunnen veranderen dankzij de Beergeest.
- De Deldrimor Dwergen.
- Charr, kat-achtige wezens die men al eerder heeft kunnen zien in Guild Wars Prophecies.

Om Guild Wars Eye of the North te kunnen spelen, moet men een voorgaand deel tot een zeker punt hebben gespeeld en minstens level 10 zijn. Dit zal een character unlocken die de speler, in de steden Lion's Arch, Kaineng Center of Kamadan, een missie geeft waarbij hij/zij naar een breuk in de aarde gaat. Dit leidt de speler tot de ondergrondse wereld waarin GW:EN begint. De speler onderzoekt hoe de breuken er komen, hij/zij komt uit op een groepje dwergen die onder leiding van Ogden Stonehealer met explosieven sleuren, wanneer de speler vraagt wat er gaande is komt een Asuran Elementalist aan, Vekk, hij komt in paniek aangelopen en vertelt dat de controlekamer is ingenomen door Destroyers en dat die hem op de hielen zitten. De speler moet dan vluchten met Ogden en Vekk terwijl je achtervolgd wordt door Destroyers. Dan komt de speler bij een magische poort waardoor hij/zij ontsnapt. Om de Destroyers tegen te houden wordt de poort opgeblazen. Er is nu geen weg meer terug. Toch kan de speler nog steeds reizen naar de gebieden uit de voorgaande delen. De namen van voorgaande delen zijn:
- Prophecies
- Factions
- Nightfall

In deze uitbreiding van Guild Wars is de speler in staat om de volgende dingen te doen en te bemachtigen:
- 18 nieuwe, grote, sterk belegerde omgevingen om te ontdekken.
- 150 nieuwe skills (waarvan 50 speciale, role-playing skills) om de tegenstanders mee te bevechten.
- 10 nieuwe Helden die je helpen in je avonturen door het spel.
- 40 nieuwe bepantseringen voor elke Profession of Held.
- Nieuwe spullen, titels en wapens om te bemachtigen.